# Mina Libeer
Pour les articles homonymes, voir Libeer.
Mina Libeer, née le 29 décembre 1997, est une judokate belge.

## Carrière
Mina Libeer remporte la médaille de bronze dans la catégorie des moins de 57 kg lors des Championnats d'Europe de judo 2022 à Sofia.

## Palmarès
| Année | Compétition           | Lieu  | Résultat | Catégorie      |
| ----- | --------------------- | ----- | -------- | -------------- |
| 2022  | Championnats d'Europe | Sofia | 3e       | Moins de 57 kg |